# Pterolophia flavicollis
Pterolophia flavicollis là một loài bọ cánh cứng trong họ Cerambycidae.